# Necros Christos
Necros Christos (řecky Νεκρός Χριστός, v překladu mrtvý Kristus) byla německá death/doom metalová kapela založená v roce 2001 v Berlíně. Zakladatelem byl hudebník Malte Gericke s pseudonymem Mors Dalos Ra. Mezi témata kapely patřilo anti-křesťanství, okultismus a temnota.
V roce 2002 vyšla první demonahrávka Necromantic Doom, debutové studiové album s názvem Trivne Impvrity Rites bylo vydáno v roce 2007 pod hlavičkou německého vydavatelství Sepulchral Voice Records.
Kapela má na svém kontě celkem tři studiová alba. V roce 2021 ohlásila zánik. Mors Dalos Ra alias Malte Gericke se s bubeníkem Ivánem Hernándezem soustředili na thrash/death metalový projekt Sijjin.

## Diskografie
Dema
- Necromantic Doom (2002)
- Ritual Doom Rehearsal (2004)
- Black Mass Desecration (2004)
- Grave Damnation (2004)
- Baptized by the Black Urine of the Deceased (2004)

Studiová alba
- Trivne Impvrity Rites (2007)
- Doom of the Occult (2011)
- Domedon Doxomedon (2018) – 3 CD

EP
- Curse of the Necromantical Sabbath (2004)
- Nine Graves (2014)[2]

Kompilační alba
- One in Darkness, Two in Damnation, Three in Death, 2002–2007 (2013) – kolekce 2 CD obsahuje tři dema Necromantic Doom (2002), Black Mass Desecration (2004), Grave Damnation plus skladby ze split nahrávek, EP, nevydané skladby a další bonusový materiál

Živá alba
- Darkness Comes to... Live! (2014) – CD + DVD

Split nahrávky
- Necros Christos / Loss (2005) – split 12" vinyl společně s americkou kapelou Loss
- Black Mass Desecration / Ancient Barbaric Assault (2005) – split CD společně s britskou kapelou Goat Molestör
- Ritual Crucifixion (2005) – split audiokazeta společně s kapelou Blood Horns
- Teitanblood / Necros Christos (2006) – split 7" vinyl společně se španělskou kapelou Teitanblood

## Videografie
Video alba
- Night of the Unmutilated Ritual (2005) – DVD